# Midi AAz 602
Der zweiachsige Personenwagen 1. Klasse AAz 602 der  Chemins de fer du Midi (Midi) war ein Einzelstück und entstand 1899 aus dem Umbau von einem der 1885 erbauten Personenwagen AA 179, 183 oder 195. 
Er bot Platz für 38 Reisende in 6 Abteilen. Letztere waren unter sich und mit der in der Wagenmitte befindlichen Toilette durch einen Seitengang verbunden. Beachtenswert für die damalige Zeit war der große Radstand von 9 m. Die Abteile wurden mit Dampf geheizt und mit elektrischen Glühlampen beleuchtet.
Der Wagen wurde 1900 auf der Weltausstellung in Paris ausgestellt (siehe: Liste von Eisenbahnwagen auf der Weltausstellung Paris 1900).
Um 1922 wurde der Wagen außer Dienst gestellt.